# Eugen Maximilian von Roeder
Eugen Maximilian von Roeder (* 27. November 1782 in Ohlau; † 10. Februar 1844 in Dresden) war ein preußischer Generalleutnant und Kommandeur der 1. Garde-Division.

## Leben

### Herkunft
Seine Eltern waren der Generalmajor Heinrich von Roeder (1742–1831) und dessen Ehefrau Johanna Charlotte Sophie, geborene Geisler (1753–1783). Seine Brüder Karl (1787–1856), Julius (1808–1889) und Hermann (1797–1857) waren ebenfalls preußische Generale.

### Militärlaufbahn
Roeder trat am 1. Juli 1795 als Gefreitenkorporal in das Infanterieregiment „von Wartensleben“ der Preußischen Armee ein. Bis Ende Januar 1801 avancierte er zum Sekondeleutnant, bevor er am 2. Juni 1801 in das Infanterieregiment „von Hohenlohe“ versetzt wurde. Von dort kam Roeder am 24. Januar 1803 in das neu errichtete Infanterieregiment „von Wartensleben“. Bereits am 11. Oktober 1803 erfolgte seine Rückversetzung in das Infanterieregiment „von Hohenlohe“. Während des Vierten Koalitionskrieges war Roeder Adjutant seines Regimentschefs, des Fürsten Hohenlohe. Er erkrankte schwer und zog mit der geschlagenen Armee zunächst nach Magdeburg. Aufgrund seines ernsten Zustandes musste er jedoch in Heiligenstadt zurückbleiben. Es gelang ihm, sich einige Wochen vor den Franzosen zu verbergen, bis sein Versteck verraten wurde. Durch die Hilfe des preußischen Kammerpräsidenten Wilhelm von Dohm kam Roeder jedoch nicht in Kriegsgefangenschaft nach Frankreich, sondern wurde auf Ehrenwort nach Potsdam entlassen.
Nach dem Frieden von Tilsit 1807 wurde er mit Halbsold inaktiv gestellt und ging nach Breslau. Am 18. März 1809 wurde Roeder als Adjutant bei der Kommandantur in Berlin bei einem Gehalt von 23 Talern monatlich und zwei Rationen wieder in der Armee angestellt. Am 15. Januar 1801 wurde er als Premierleutnant dem Regiment der Garde aggregiert und Ende August 1811 als Stabskapitän einrangiert. Bis Mitte Februar 1812 stieg Roeder zum Kapitän und Kompaniechef auf und wurde am 14. März 1813 zum Major befördert.
Während der Befreiungskriege kämpfte er bei Großgörschen, Bautzen, Leipzig, Laon, Paris, Haynau, Nollendorf, Liebertwolkwitz, Étoges, Mery, Sezanne, Claye sowie der Belagerung von Erfurt. Für Großgörschen wurde Roeder mit dem Eisernen Kreuz II. Klasse und für Haynau mit dem Kreuz I. Klasse ausgezeichnet. Der russische Zar würdigte ihn für Étoges durch die Verleihung des Ordens des Heiligen Wladimir IV. Klasse sowie für Claye mit dem Orden der Heiligen Anna II. Klasse. Kurzzeitig war Roeder im Mai 1813 Kommandeur des Füsilier-Bataillons, führte anschließend das I. Bataillon und wurde am 15. September 1813 Adjutant des Generals von Kleist.
Nach den Kriegen wurde er am 3. Oktober 1815 Oberstleutnant und am 13. Februar 1816 zunächst mit der Führung des 1. Garde-Regiments zu Fuß. Am 24. April 1816 erfolgte seine Ernennung zum Regimentskommandeur und in dieser Stellung stieg Roeder am 19. September 1818 mit Patent vom 17. Oktober 1818 zum Oberst auf. Zugleich wurde er Ende 26. Februar 1821 zum Mitglied der Kommission zur Revision des Exerzierreglements der Infanterie berufen. 1822 kam er nach Sankt Petersburg, wo er die russischen Militärkolonien kennen lernte. Sein Bericht führte zur Gründung der russischen Kolonie in Potsdam durch König Friedrich Wilhelm III. Anlässlich des Ordensfestes wurde er im Januar 1825 in den Johanniter-Orden aufgenommen und am 22. März mit der Führung der 1. Garde-Infanterie-Brigade beauftragt, blieb aber weiterhin Kommandeur des 1. Garde-Regiments zu Fuß. Zudem erhielt er das Dienstkreuz. Am 17. Mai 1827 erhielt er 500 Taler als Geschenk, um seine Gesundheit zu verbessern. Bei seinem Aufenthalt in Teplitz traf er den preußischen König und verhandelte in dessen Auftrag mit der Leitung des Bades besonders günstige Konditionen für preußische Soldaten aus. Am 30. März 1828 wurde er zusätzlich zum Kommandanten von Potsdam ernannt, bevor er 1. Juni 1828 unter Aggregation des 1. Garde-Regiments zu Fuß seine Ernennung zum Brigadekommandeur erhielt.
Am 30. März 1829 wurde Roeder mit Patent vom 6. April 1829 zum Generalmajor befördert und Mitte Juni 1829 mit dem Sankt-Stanislaus-Orden I. Klasse ausgezeichnet. Im Jahr 1834 erhielt er ein Geschenk von 500 Talern und im September anlässlich des 20. Jahrestages der Einnahme von Paris den Orden der Heiligen Anna I. Klasse mit Brillanten sowie eine dafür gestiftete Medaille. Als Begleiter des Prinzen Wilhelm nahm Roeder im März 1835 an der Beisetzung des Kaisers Franz I. in Wien teil. Ende des Monats mit der Führung der 6. Division und gleichzeitig mit der Wahrnehmung der Geschäfte als Kommandant von Torgau beauftragt, wurde Roeder am 7. April 1835 von seinem Verhältnis als Kommandant von Potsdam entbunden. Am 6. Juli 1835 wurde er zum Führer der preußischen Truppen anlässlich der Revue von Kalisch bestimmt und nach Beendigung mit dem Orden des Heiligen Wladimir II. Klasse ausgezeichnet. Am 20. September 1835 hatte Roeder seine Ernennung zum Divisionskommandeur und zum Kommandanten von Torgau erhalten. Daran schloss sich ab dem 30. März 1838 eine Verwendung als Kommandeur der 1. Garde-Division und ein Jahr später die Beförderung zum Generalleutnant mit einem Geschenk von 1200 Talern an. In dieser Stellung erhielt Roeder am 18. Januar 1840 den Roten Adlerorden I. Klasse mit Eichenlaub. Am 1. März 1843 wurde er für ein Jahr bei vollem Gehalt beurlaubt. Er starb aber bereits am 10. Februar 1844 in Dresden und wurde am 17. Februar 1844 in Berlin auf dem Garnisonfriedhof beigesetzt.

### Familie
Roeder heiratete am 25. Mai 1804 in Breslau Charlotte Friederike Wilhelmine Gräfin von Pinto (1776–1839), eine Tochter des Generals Franz Ignatz von Pinto und geschiedene Gräfin Wartensleben. Das Paar hatte mehrere Kinder:
- Heinrich Max Eugen (* 1805)
- Friedrich Wilhelm Alexander (* 1807), Premierleutnant
- Heinrich Ernst Friedrich Ludwig Albert (* 1808)
- Marie Eugenie (1810–1875) ⚭ Karl Graf von Moltke (1798–1860), mecklenburgischer Oberstallmeister[1]
- Friedrich Wilhelm Dietrich Joseph Viktor (1820–1870), gefallen bei St. Privat als Oberst und Kommandeur des 1. Garde-Regiments zu Fuß[2]